# Võ Thần Triệu Tử Long
Võ Thần Triệu Tử Long, là bộ phim truyền hình Trung Quốc sản xuất năm 2016 với sự tham gia diễn xuất của Lâm Canh Tân, Lâm Duẫn Nhi (Im Yoona).
"Võ Thần Triệu Tử Long" lấy cảm hứng về nhân vật Triệu Vân hay còn gọi là Triệu Tử Long trong lịch sử và hình mẫu trong tác phẩm "Tam quốc diễn nghĩa" của La Quán Trung. Nội dung bộ phim được hư cấu xoay quanh nhân vật Triệu Tử Long và mối tình với Hạ Hầu Khinh Y, một nhân vật được sáng tạo, không có thực trong lịch sử.

## Cốt truyện
Cuối thời Đông Hán, những hoàng đế cuối cùng quá sủng ái hoạn quan mà gạt bỏ bề tôi trung trực. Triều đình ngày càng thối nát, kinh tế suy sụp, an ninh bất ổn. Hạn hán năm 184 càng khiến nhân dân lầm than, khổ cực. Trương Giác lãnh đạo nhân dân nổi dậy chống triều đình trong suốt gần 20 năm. Trong triều, thế lực của Đổng Trác ngày một bành trướng và thao túng cả triều đình.
Triệu Vân giỏi võ nghệ và có tài thao lược, cùng quân tình nguyện gia nhập quân của Công Tôn Toản chinh chiến dẹp quân Khăn Vàng của Trương Giác. Sau, dưới trướng Công Tôn Toản, Triệu Vân kết giao với Lưu Bị và ngày càng trở nên thân thiết. Giữa lúc Công Tôn Toản và Viên Thiệu giao tranh ác liệt, anh cả của Triệu Vân qua đời, Triệu Vân cáo từ Công Tôn Toản về quê để tang anh. Về sau, Triệu Vân tìm Lưu Bị tại Nghiệp Thành và theo phò tá từ đó.
Hạ Hầu Khinh Y, một tiểu thư thuộc dòng họ Hạ Hầu, có quan hệ họ hàng với Tào Tháo. Khinh Y vừa xinh đẹp lại trong sáng; sau khi gặp Triệu Tử Long, nàng bị rơi vào lưới tình. Trớ trêu thay, sau đó nàng phát hiện Triệu Tử Long chính là kẻ đã sát hại phụ thân mình trong một cuộc hỗn chiến.

## Diễn viên
Diễn viên chính
- Lâm Canh Tân vai Triệu Tử Long
- Yoona vai Hạ Hầu Khinh Y và Mã Ngọc Nhu
- Kim Jung Hoon vai Cao Tắc

Diễn viên phụ
- Trương Hách vai Cảnh Thuần
- Giả Thanh vai Công Tôn Bảo Nguyệt
- Triệu Hàn Anh Tử vai Lý Phi Yến
- Mạnh Tử Nghĩa vai Thạch Nghiễn
- Dương Lặc vai Gia Cát Lượng
- Nghiêm Khoan vai Lưu Bị
- Lý Điền Dã vai Quan Vũ
- Chu Lai Thành vai Trương Phi
- Go Na-eun vai Tôn phu nhân
- Kiều Chấn Vũ vai Chu Du
- Vương Lệ Khôn vai Tiểu Kiều
- Cao Dĩ Tường vai Lã Bố
- Cổ Lực Na Trát vai Điêu Thuyền
- Tôn Kiêu Kiêu vai Liễu Kình Nhi
- Quách Đông Đông vai Liễu Thận
- Vu Vinh Quang vai Triệu An (thân phụ của Triệu Tử Long)
- Trương Hiểu Thần trong vai Mã Siêu
- Trâu Triệu Long trong vai Lý Toàn
- Phạm Vũ Lâm trong vai Công Tôn Toản
- Lý Xuân Ái trong vai Triệu Thạch Mai